# Отношения между Гърция и Русия
Гръцко-руските отношения са двустранните отношения между европейските държави Гърция и Русия.
Двете страни поддържат пълни дипломатически отношения, които са установени за пръв път през 1828 година. Гърция има свое посолство в Москва, генерални консулства в Москва, Санкт Петербург и Новоросийск и почетно консулство в Калининград, а Русия – посолство в Атина и генерално консулство в Солун. Към май 2023 година посланик на Гърция в Москва е Екатерини Насика, а посланик на Русия в Атина е Андрей Маслов.

## Политически отношения
След кратък период на охлаждане, последвал провала на проекта за Нефтопровода „Бургас-Александруполис“ и началото на Руско-украинската война, отношенията между Гърция и Русия се активизират след идването на власт в Гърция през януари 2015 година на правителството на Алексис Ципрас, коалиция на благоразположените към Русия левица и крайна десница. Това става в разгара на Гръцката финансова криза, когато Ципрас се опитва да използва евентуално сближаване с Русия като средство за натиск в трудните си преговори с Европейския съюз. Още през април Ципрас посещава Москва, вероятно в търсене на финансова помощ, но не постига никакъв резултат, освен обещание за отклонение към Гърция на новия руски проект за газопровода „Турски поток“.
През следващите години двете страни поддържат активни връзки в различни области, има редовни посещения на високо равнище между двете държави и чести контакти между правителствени и неправителствени организации, но Руската агресия срещу Украйна през 2022 година и острата реакция на Гърция срещу нея слагат край на тези контакти и довеждат до пълно замразяване на двустранните отношения.

## История
В Новото време отношенията между Гърция и Русия започват да се развиват по-активно в края на XVIII век, когато руската експанзия достига до района на Черно море, а експедиция на руския флот в Средиземно море през 1770 година става причина за бунтове на гърците в Пелопонес. През 1814 година на руска територия е създадена гръцката революционна организация „Филики Етерия“, която е в основата на започналата през 1821 година Гръцка война за независимост. По време на Виенският конгрес (1 октомври 1814 – 9 юни 1815) руският император цар Александър I заявява, че Русия е „естествена закрилница на православните гърци християни, попаднали под османско владичество, на същото основание, както Австрия и Франция пазят християните католици“. През 1827 година обединеният флот на Русия, Великобритания и Франция разбива османците при Наварин, което довежда до създаването на самостоятелна гръцка държава, а първи държавен глава става доскорошния руски външен министър с гръцки произход Йоан Каподистрия.
През следващите десетилетия отношенията между двете страни охладняват, особено заради руската подкрепа за българското национално движение, която подкопава гръцкия иредентизъм на Балканите. Гърция се ориентира към по-тесни връзки с Великобритания и Франция. Съветската подкрепа за комунистите в Гръцката гражданска война създава значителна симпатизираща на Русия прослойка в гръцкото общество, но и става причина за твърдата антисъветска позиция на гръцките правителства в Студената война в средата на XX век.
Първият период на сближаване между двете страни започва през 80-те години на XX век, когато новият гръцки министър-председател Андреас Папандреу идва на власт с антизападна реторика и инициира съвместни проекти в икономиката за внос на съветски нефт и природен газ и изграждане на топлоелектрическа централа и завод за алуминий. След Разпадането на Съветския съюз Гърция, включително при управления на десницата, продължава да поддържа активни връзки с Русия, в която вижда възможност да балансира влиянието на Турция в региона. През 1993 година двете страни сключват договор за приятелство и сътрудничество, а през следващата година в Гърция е подписано Споразумение за партньорство и сътрудничество между Русия и Европейския съюз. През следващите години Гърция прави опити да включи Русия в многостранни организации в областта на сигурността на Балканите, но не постига успех и след края на Югославските войни Русия е изолирана от тези процеси за сметка на НАТО.
След 1999 година гръцкото правителство на Костас Симитис се ориентира към намаляване на напрежението с Турция и активно взаимодействие със западноевропейските страни за разширяване на Европейския съюз на Балканите, като значението на Русия за гръцката външна политика намалява. В същото време стопанските връзки се развиват активно и Гърция увеличава вноса си на суровини от Русия, като през първите години на XXI век вече внася оттам 70% от природния газ и 40% от нефта.
През следващите години и двете страни се противопоставят на Войната в Ирак и Независимостта на Косово, но Гърция отхвърля руската агресия в Абхазия и Южна Осетия. Въпреки тези търкания, основни за отношенията им остават стопанските връзки и най-вече два големи проекта в енергетиката, активизирани през 2007 година – Нефтопроводът „Бургас-Александруполис“, който да транспортира руски нефт от Черно море към Егейско море, заобикаляйки морския път през Босфора, и отклонение към Гърция на газопровода „Южен поток“. Двата проекта така и не се реализират – първият заради отказването на България от него през 2011 година, а вторият – заради отменянето му от Русия, която от самото начало го разглежда като компенсация на Гърция за участието в „Бургас-Александруполис“. През следващите години и двете страни губят интерес към активно сътрудничество, като Гърция приоритизира изграждането на Трансадриатическия газопровод, а Русия се отказва в последния момент от участие в приватизацията на гръцката газова компания ДЕПА.
Преди ескалацията на Руско-украинската война армиите на двете държави си сътрудничат и се обучават съвместно на редовни начала. Двете армии участват в програми за отбрана и военно сътрудничество в Егейско море и в източното Средиземноморие. Също така дават военна подкрепа и обучение на страните, с които имат близки отношения, като Армения например. Гърция често приема Арменски военни служители във Военна Академия Хеленик в Пирея. Руски военни части често участват в Гръцкия национален военен парад на 25 март и 28 октомври, които са национални празници, както и на руския военен кораб „Новочеркаск“, който се включва в парадите в Солун и Лемнос.

### Посещения
| Гост                                      | Домакин                                          | Място на среща                       | Дата на посещение |
| ----------------------------------------- | ------------------------------------------------ | ------------------------------------ | ----------------- |
| Президент Владимир Путин                  | Министър-председател Костас Симитис              | Maximos Mansion, Атина               | Декември 2001     |
| Министър-председател Костас Караманлис    | Президент Владимир Путин                         | Кремъл, Москва                       | Април 2008        |
| Министър-председател Андонис Самарас      | Президент Владимир Путин                         | Кремъл, Москва                       | Януари 2012       |
| Президент Владимир Путин                  | Civil Governor Aristos Kasmiroglou               | Свети Пантелеймон (Света гора), Атон | Август 2012       |
| Министър на външните работи Сергей Лавров | Министър на външните работи Димитрис Аврамопулос | Атина                                | Октомври 2013     |
| Министър-председател Алексис Ципрас       | Президент Владимир Путин                         | Санкт Петербург                      | Януари 2015       |
| Министър на външните работи Никос Кодзиас | Министър на външните работи Сергей Лавров        | Москва                               | Февруари 2015     |
| Министър-председател Алексис Ципрас       | Президент Владимир Путин                         | Кремъл, Москва                       | Април 2015        |
| Президент Прокопис Павлопулос             | Президент Владимир Путин                         | Кремъл, Москва                       | Януари 2006       |
| Президент Владимир Путин                  | Министър на външните работи Алексис Ципрас       | Maximos Mansion, Атина; Атон         | Май 2016          |
| Министър на външните работи Сергей Лавров | Министър на външните работи Никос Кодзиас        | Атина                                | Ноември 2016      |